# Sneek (stad)
Sneek (Fries: Snits ([snɪts], uitspraakⓘ)) is een van de elf steden van de Nederlandse provincie Friesland, meer specifiek in de gemeente Súdwest-Fryslân. Sneek ligt ten ten zuidwesten van Leeuwarden tussen Joure en Bolsward. De stad is de grootste plaats van de gemeente Súdwest-Fryslân en de derde plaats in de provincie Friesland. De stad telde in 2023 34.105 inwoners.
Sneek ligt bij het Sneekermeer en is bekend vanwege de historische binnenstad, met onder meer de Waterpoort, en vanwege de Sneekweek. De stad vervult een centrale functie voor de regio Zuidwesthoek en was van augustus 1498 tot maart 1500 de officiële hoofdstad van het gewest Friesland.
Sneek kende in 2019 een winkelvloeroppervlakte van 106.000 m², waarvan 40.000 in het centrum.

## Geschiedenis

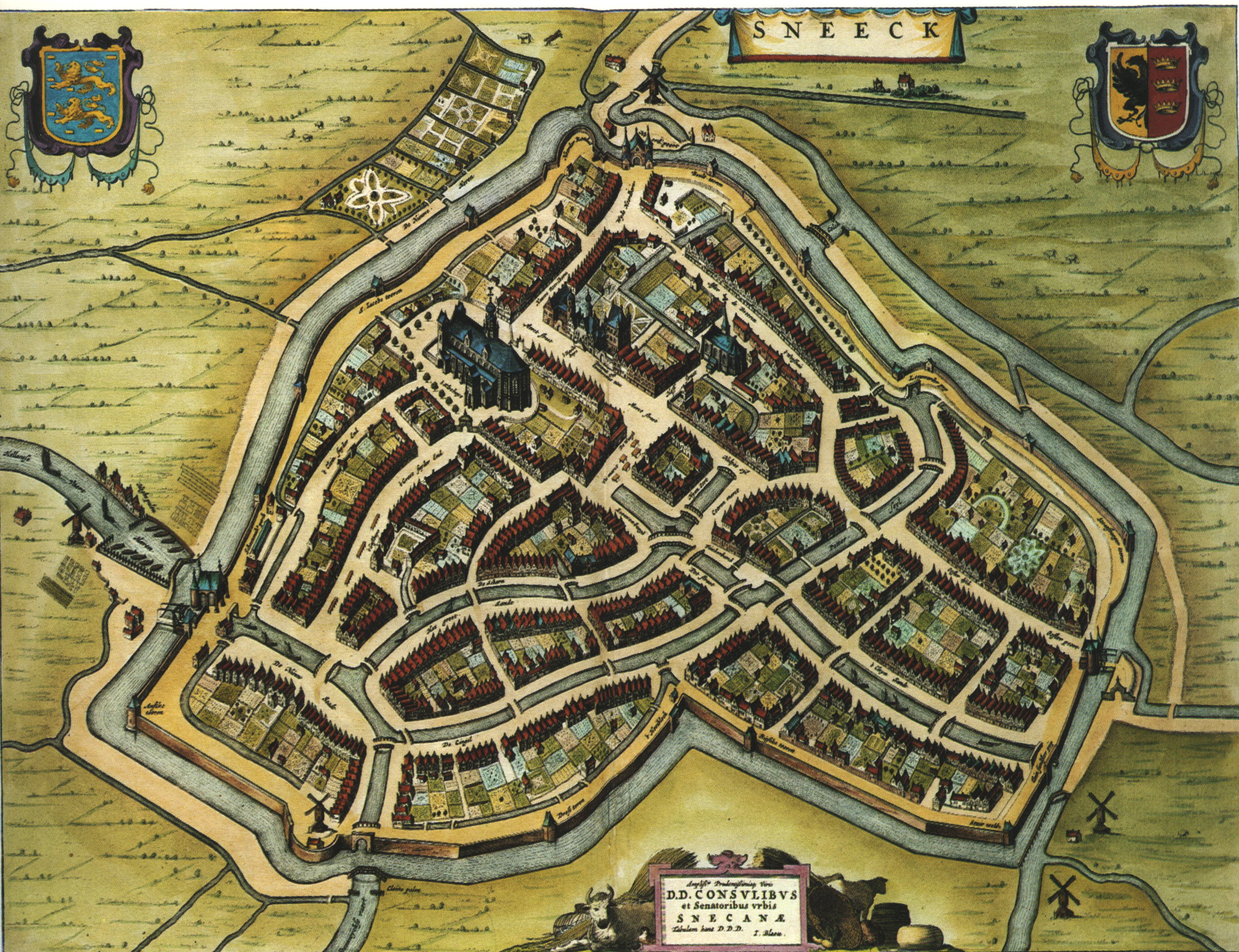
Sneek op de kaart van Willem en Joan Blaeu in 1652

Sneek is ontstaan in de 10e eeuw op een hoger gelegen zandige landtong (Sneek = Ter Snake = op landtong), en is tot ontwikkeling gekomen na de aanleg van de zuidelijke dijk van de Hempolder Scherhem. Daar kruiste deze de vaarweg (in oude documenten Magna Fossa, groot kanaal, genoemd) naar het noorden. Deze vaarweg naar het noorden (Geeuw, Sneeker Oudvaart) was nodig geworden omdat de Middelzee door dichtslibbing verloren was gegaan.
In 1295 vond in Sneek een grote stadsbrand plaats, waarbij een deel van de stad verloren ging. Sneek verkreeg vanaf de 13e eeuw diverse stadsrechten, die in 1456 officieel werden vastgelegd. Sneek werd daarmee een van de Friese elf steden. Dit was tevens het begin van een bloeiperiode als handelsstad, die nog tot circa 1550 zou duren. In 1492 werd met de aanleg van een stadsgracht en stadsmuur begonnen. Vanaf die tijd was Sneek de enige ommuurde stad van Friesland. Van de oude Vestingwerken van Sneek resteren thans nog de Waterpoort en het Bolwerk.

## Geografie

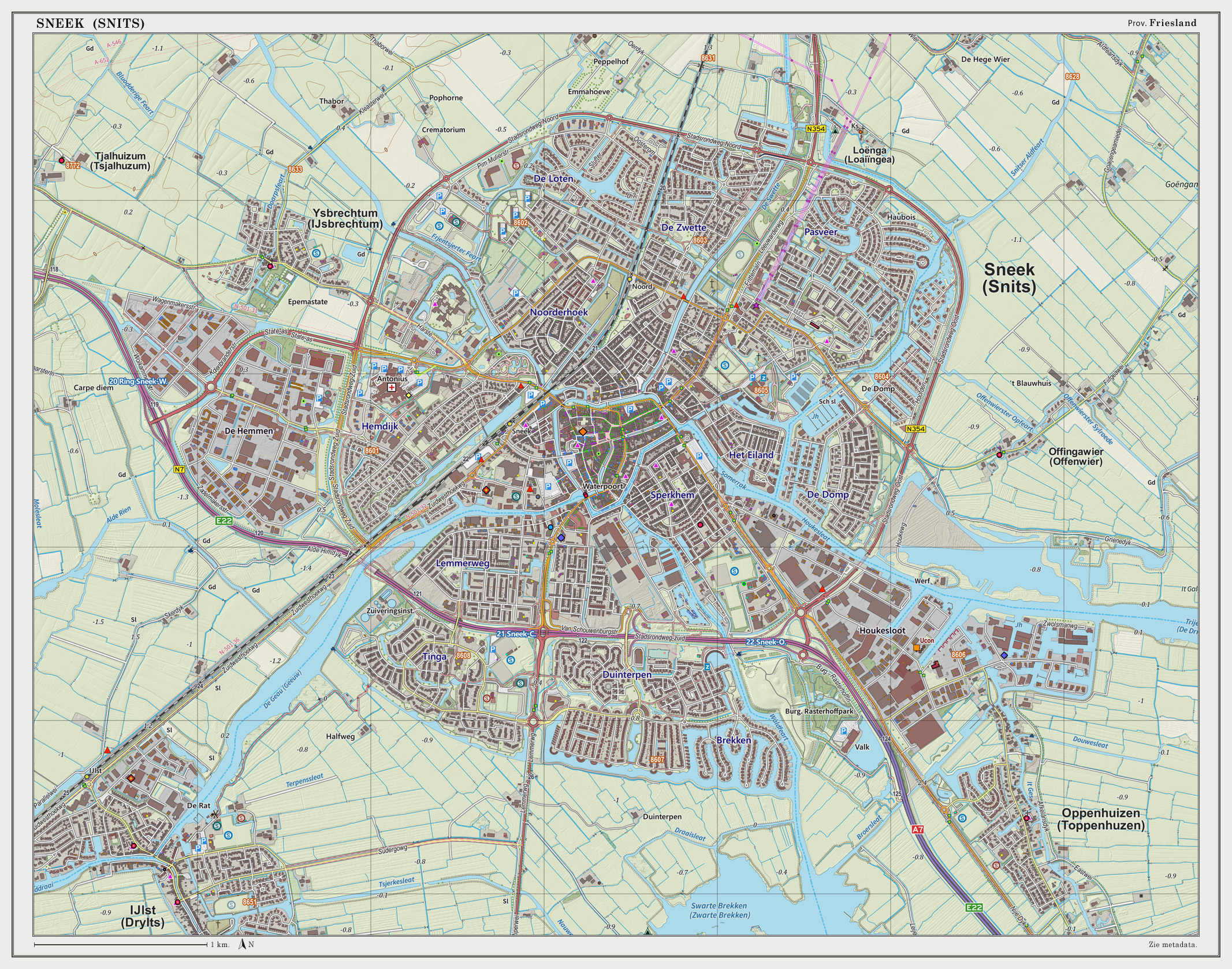
Topografisch kaartbeeld van Sneek, dec. 2014

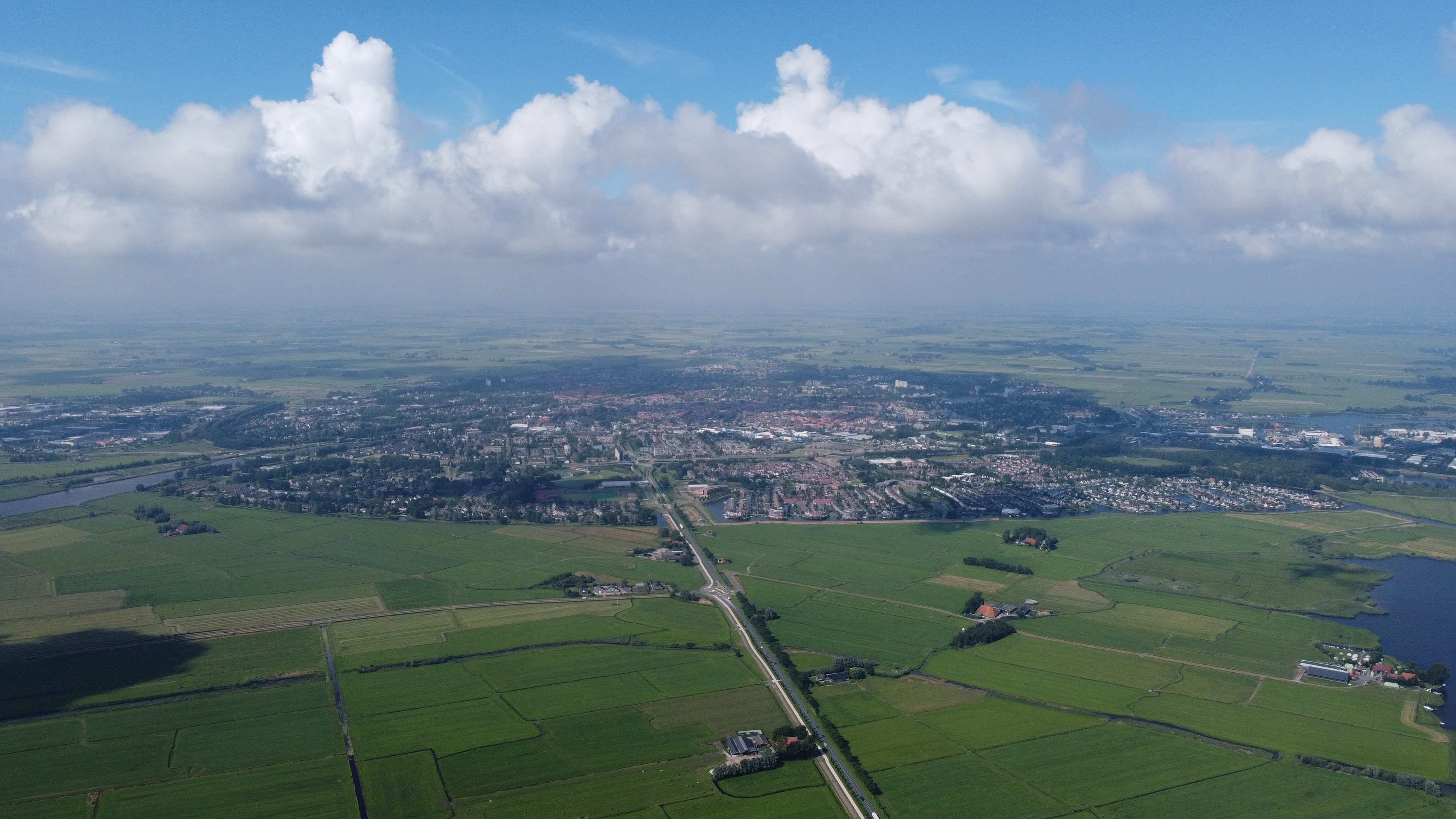
Sneek vanuit de lucht (2022)

Sneek ligt in de buurt van het Sneekermeer en het Prinses Margrietkanaal, en is daarmee verbonden via de Houkesloot. Via de Geeuw is de stad verbonden met IJlst. De stad ligt circa 1 meter boven zeeniveau, de binnenstad ligt deels op een terp. Het gebied rondom de stad is veelal ontstaan door ontginning van veengronden.
Sneek is beperkt verstedelijkt en telde in 2010 33.260 inwoners, dit zijn 1.106 personen per vierkante kilometer land. De stad bestaat uit 25 wijken, die onder te verdelen zijn in diverse buurten.

### Klimaat
Sneek heeft dankzij de noordelijke ligging in de buurt van de zee een gematigd zeeklimaat. Hierbinnen zijn de zomers aangenaam en de winters redelijk zacht. Lange periodes van zware vorst komen steeds minder voor, wanneer er zich een periode van vorst aandient is deze vaak te kort voor een Elfstedentocht. Het is in Sneek echter wel frisser dan in zuidelijker gelegen delen van het land.
| Maand                                                                  | jan   | feb   | mrt   | apr  | mei  | jun  | jul  | aug  | sep  | okt  | nov   | dec   | Jaar  |
| ---------------------------------------------------------------------- | ----- | ----- | ----- | ---- | ---- | ---- | ---- | ---- | ---- | ---- | ----- | ----- | ----- |
| Hoogste maximum (°C)                                                   | 12,6  | 14,4  | 20,4  | 26,0 | 28,7 | 32,5 | 31,4 | 32,8 | 29,1 | 23,8 | 16,4  | 14,2  | 32,8  |
| Gemiddeld maximum (°C)                                                 | 5,0   | 5,0   | 8,0   | 11,0 | 16,0 | 18,0 | 20,0 | 21,0 | 18,0 | 13,0 | 9,0   | 6,0   | 12,5  |
| Gemiddelde temperatuur (°C)                                            | 2,5   | 2,5   | 5,0   | 7,0  | 11,5 | 14,0 | 16,0 | 16,5 | 14,0 | 10,0 | 6,0   | 3,5   | 9,0   |
| Gemiddeld minimum (°C)                                                 | 0,0   | 0,0   | 2,0   | 3,0  | 7,0  | 10,0 | 12,0 | 12,0 | 10,0 | 7,0  | 3,0   | 1,0   | 5,6   |
| Laagste minimum (°C)                                                   | −19,9 | −16,3 | −16,3 | −5,9 | −1,7 | 1,3  | 5,7  | 5,4  | 2,0  | −6,5 | −14,2 | −19,2 | −19,9 |
|                                                                        |       |       |       |      |      |      |      |      |      |      |       |       |       |
| Neerslag (mm)                                                          | 48,7  | 44,3  | 40,0  | 32,3 | 39,7 | 51,6 | 55,0 | 55,3 | 65,7 | 61,5 | 56,5  | 54    | 549,5 |
| Bron: Foreca, Klimaatinfo en KNMI (gem. extremen Leeuwarden 1970-2000) |       |       |       |      |      |      |      |      |      |      |       |       |       |

## Stadsbeeld

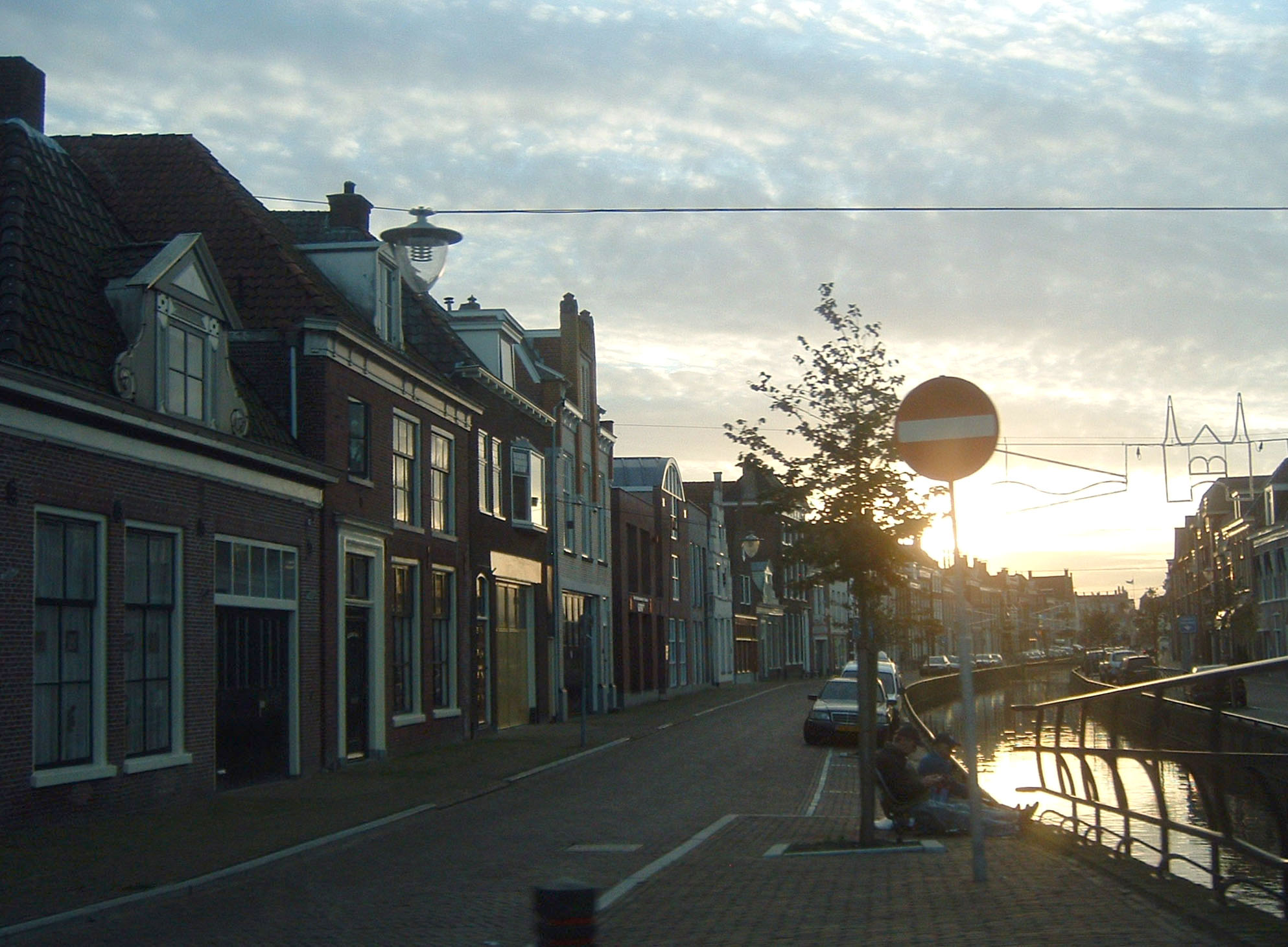
Het Kleinzand in de binnenstad

De binnenstad van Sneek bevindt zich binnen de stadsgrachten. Het oudste gebied ligt rondom de terp waarop de Grote of Martinikerk staat, waarvan een eerste bouw in de 10e eeuw plaatsvond. De gehele Binnenstad en Stationsbuurt zijn aangemerkt als beschermd stadsgezicht: rijksbeschermd gezicht Sneek en Stationsgebied. In het centrum bevinden zich meerdere grachten en veel monumentale panden. Delen van de ommuring en de omwalling van de huidige binnenstad, met name de bekende Waterpoort en het Bolwerk, zijn nog aanwezig.
De stad is in verschillende fases uitgebreid. Aan het begin van de 20e eeuw werden grote woonwijken buiten de stadsgrachten aangelegd, grote delen in de jaren 30 en 50-60. Nog altijd wordt uitgebreid; een van de laatste nieuwbouwwijken is het Harinxmaland. Aan de oost- en westzijde van de stad bevinden zich grote industriegebieden. It Ges is een industriepark speciaal voor watersport.

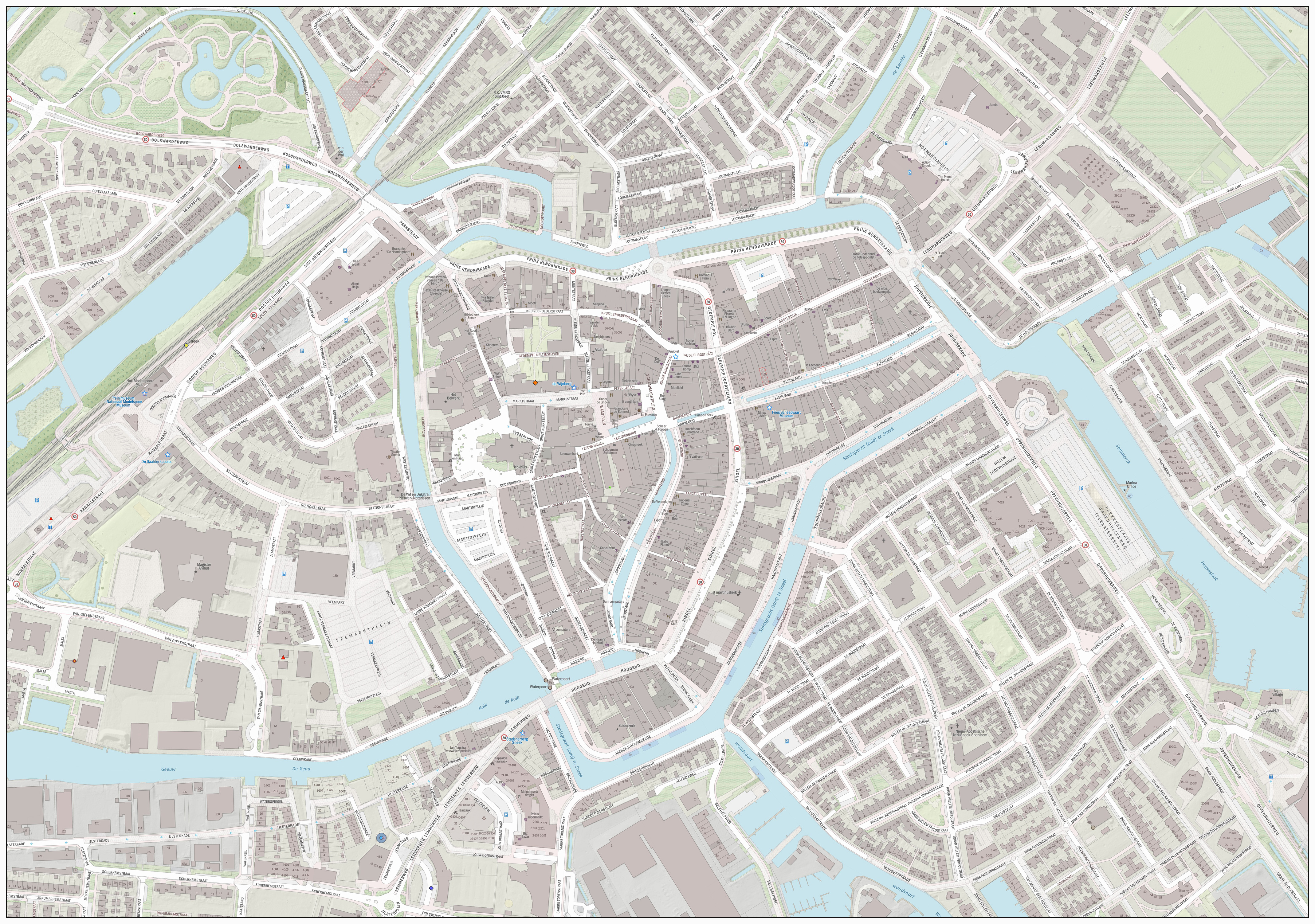
Kaart van het oude centrum van Sneek

Bekende parken in Sneek zijn het Wilhelminapark en het Rasterhoffpark, dat het grootste park van de stad is. In het noorden van de stad ligt het Zwettebos. De stadsdienst van Sneek richtte zich op natuurlijk groenbeheer en de stad is kenmerkend groen met veel beplante rotondes.
In 2010 kende Sneek 14.000 woonhuizen. Door de uitbreidingen van de stad en de dorpen zijn Sneek, Oppenhuizen, IJsbrechtum en Scharnegoutum nu bijna als een soort agglomeratie verbonden. De gemeente Sneek heeft echter altijd geprobeerd te voorkomen dat de dorpen door de stad zouden worden opgeslokt.
Sneek heeft sinds 2018 een standbeeld voor de Waterpoort staan: De Hoorn Des Overvloeds.

## Demografie

### Bevolkingssamenstelling
In 2009 had Sneek 33.260 inwoners. Hiervan was 14% niet van Nederlandse afkomst. 1% van de bevolking was afkomstig uit Suriname en 2% afkomstig uit andere niet-westerse landen. De grootste groep allochtonen is de groep inwoners uit andere, niet nader benoemde, westerse landen: deze groep omvat 7% van de bevolking.

### Religie

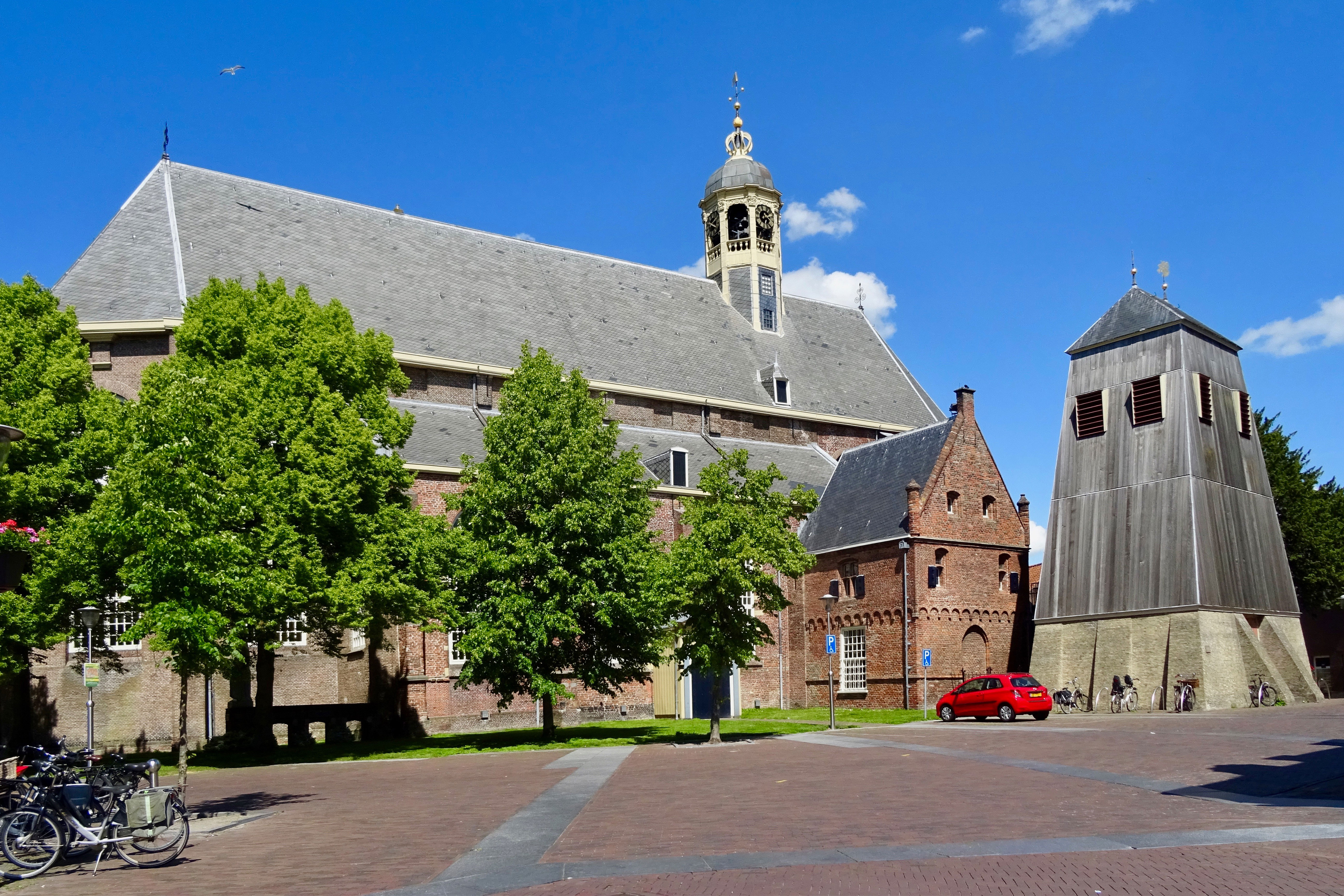
Grote of Martinikerk

In de Zuidwesthoek, waar Sneek onder valt, was in 2002 59,1% kerkelijk gezind. Hiervan is het grootste deel van de bevolking, 26,6%, Nederlands hervormd. Van de bevolking noemde 14,1% zich gereformeerd en 10,8% rooms-katholiek. De islam was met 1,5% de kleinst vertegenwoordigde godsdienst. Van de bevolking noemde 40,9% zichzelf niet-kerkelijk.
De eerste en grootste kerk in Sneek, de Grote of Martinikerk, is sinds 1580 een protestantse kerk. Naast deze kerk bevinden zich in Sneek nog tientallen kerken.

## Politiek en bestuur

### Bestuurlijke historie

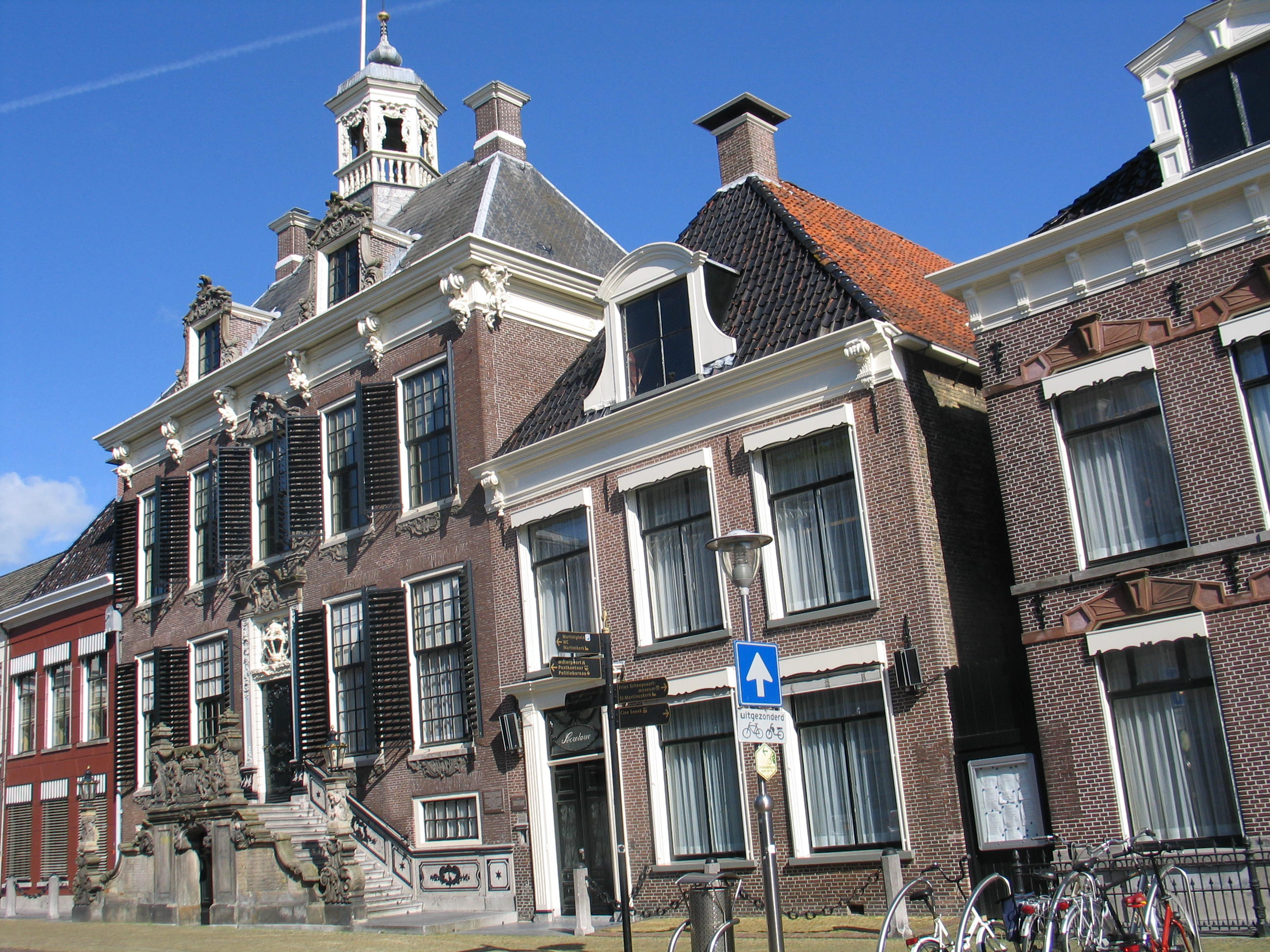
Stadhuis van Sneek

De bestuurlijke historie is terug te voeren tot begin 14e eeuw. In 1525 maakt Sneek zich los van het bewind van de hertog van Gelre en sloot zich aan bij Karel V. Aan de Marktstraat staat het Stadhuis van Sneek, dat uit deze periode stamt.

### Regio en rechtspraak
In de stad bevinden zich de gemeentehuizen van de voormalige gemeenten Sneek en Wymbritseradeel. De gemeente Sneek werd in 1984 na een gemeentelijke herindeling uitgebreid met de dorpen Loënga, Offingawier en IJsbrechtum. In 2011 werd Sneek zelf onderdeel van een dergelijke herindeling en ging op in de nieuwe gemeente Súdwest-Fryslân.
De stad had een eigen kantongerecht, waar tot 2013 recht werd gesproken. Het gerecht maakt tegenwoordig deel uit van het Gerecht van Leeuwarden.

### Heraldiek

#### Wapen

Vlag van Sneek

Het wapen van Sneek bestaat uit een goud-zwart wapenschild, vastgehouden door een wildeman en een leeuw. Op het schild staat een zwarte adelaar en drie gouden kronen. Het wapen komt voor het eerst voor op een zegel uit 1422. De Hoge Raad van Adel stelt het wapen in 1818 vast.

#### Vlag
De vlag van Sneek is in 1956 vastgesteld en bestaat uit twee gelijke verticale banen. De broekingzijde van de vlag is zwart, de buitenzijde is goudgeel. De kleuren zijn afkomstig van het stadswapen.

#### Beschermheilige
De beschermheilige van de stad is de Heilige Maarten van Tours (in de volksmond: Sint Maarten). Diverse kerken en gebouwen in de stad zijn naar hem vernoemd. De Grote of Martinikerk en de Sint-Martinuskerk zijn hier voorbeelden van.

### Stedenband
- Kurobe (Japan)

Sinds 10 september 1970 bestaat een jumelage tussen Sneek en de Japanse stad Kurobe. Toenmalig burgemeester, Ludolf Rasterhoff, bracht op dat moment een bezoek aan Kurobe en werd tot ereburger benoemd. Burgemeester Hatsuo Terade van Kurobe bracht in 1972 een tegenbezoek aan Sneek. In 2000 bezochten delegaties van beide steden elkaars stad opnieuw. De Japanners onthulden in Sneek een kunstwerk; de Snekers werden verblijd met de onthulling van een zogenaamd Sneekplein in Kurobe.

## Economie en werk

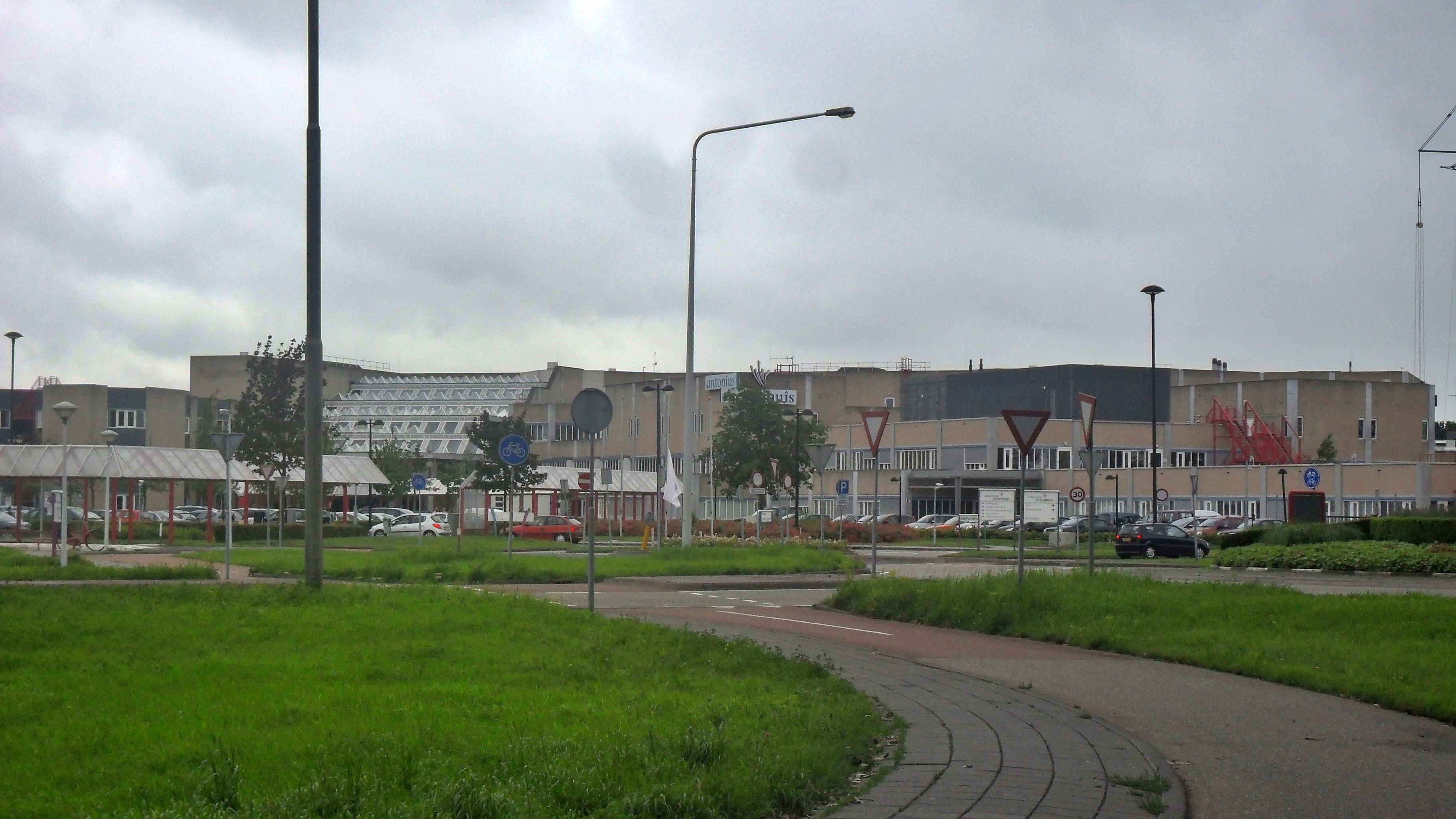
Antonius Ziekenhuis

In de stad Sneek is een groot aantal bedrijfssectoren vertegenwoordigd. Deze diversiteit zorgt voor een brede economische basis en relatieve stabiliteit. Een aantal sectoren is relatief sterk vertegenwoordigd vanwege de specifieke kenmerken van Sneek zoals de ligging aan het water en de rol van regionaal verzorgingscentrum voor de Zuidwesthoek. De stad herbergt een groot aantal voorzieningen op het gebied van onderwijs, gezondheidszorg en welzijn. Het Antonius Ziekenhuis is een van de weinige watersportziekenhuizen in Nederland. De binnenstad van Sneek is het winkelcentrum voor de regio.

#### Onderwijs

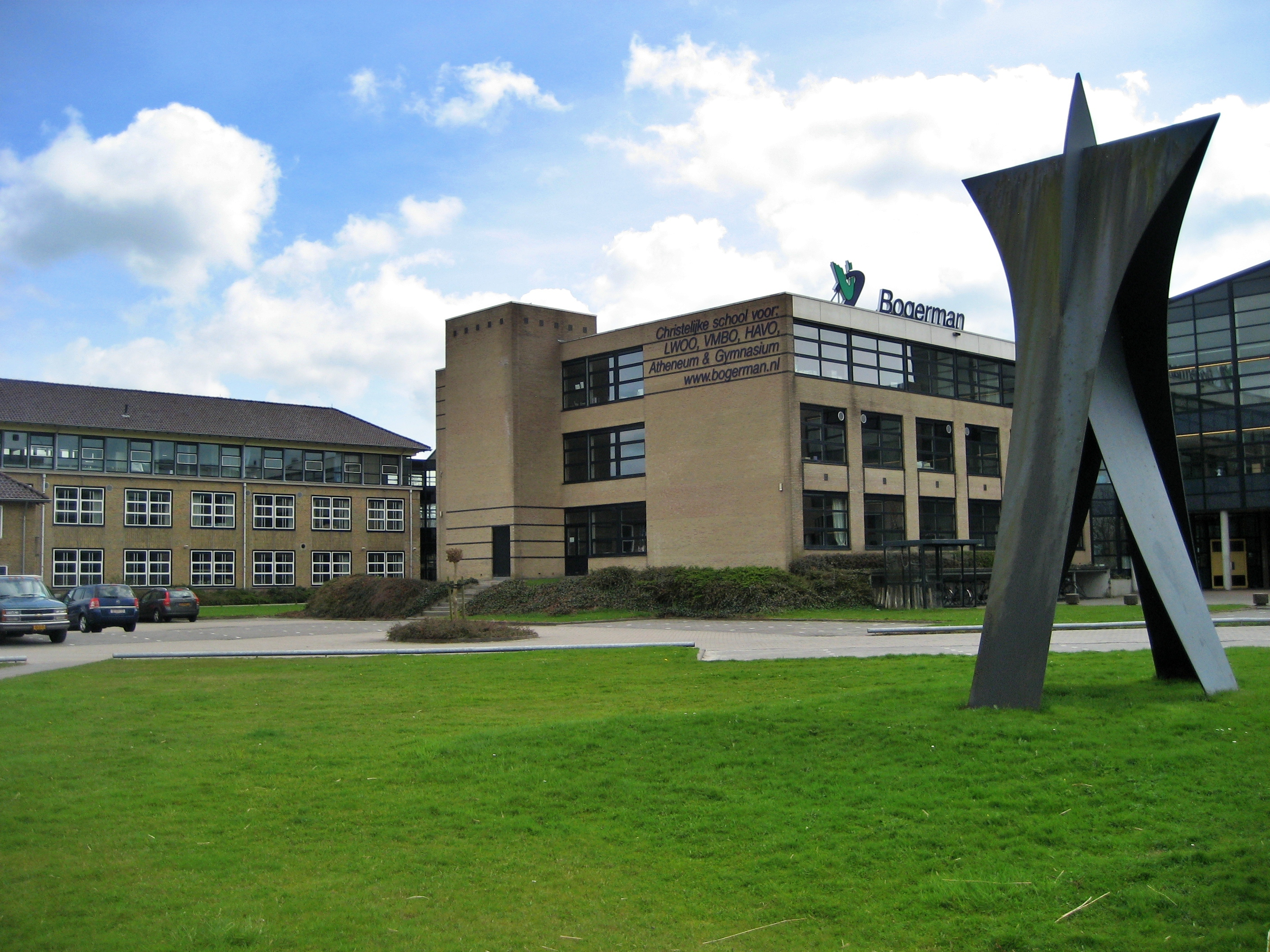
Bogerman College

De RSG Magister Alvinus, Bogerman College en het Aeres (voorheen AOC Friesland en het Nordwin College) zijn de drie middelbare scholen in Sneek. Beroepsonderwijs kan worden gevolgd op de Friese Poort en het Friesland College.
Basisscholen in Sneek zijn:
- SBO De Súdwester
- Thomas van Aquinoschool
- De Wyken
- De Oudvaart
- Bonifatiusschool
- Zwetteschool
- Koningin Wilhelmina School
- Simon Havingaschool
- De Vuurvlinder
- Julianaschool
- Johannes Postschool
- De Driemaster Sperkhem
- Master Steve Jobsschool

### Toeristische en watersportsector

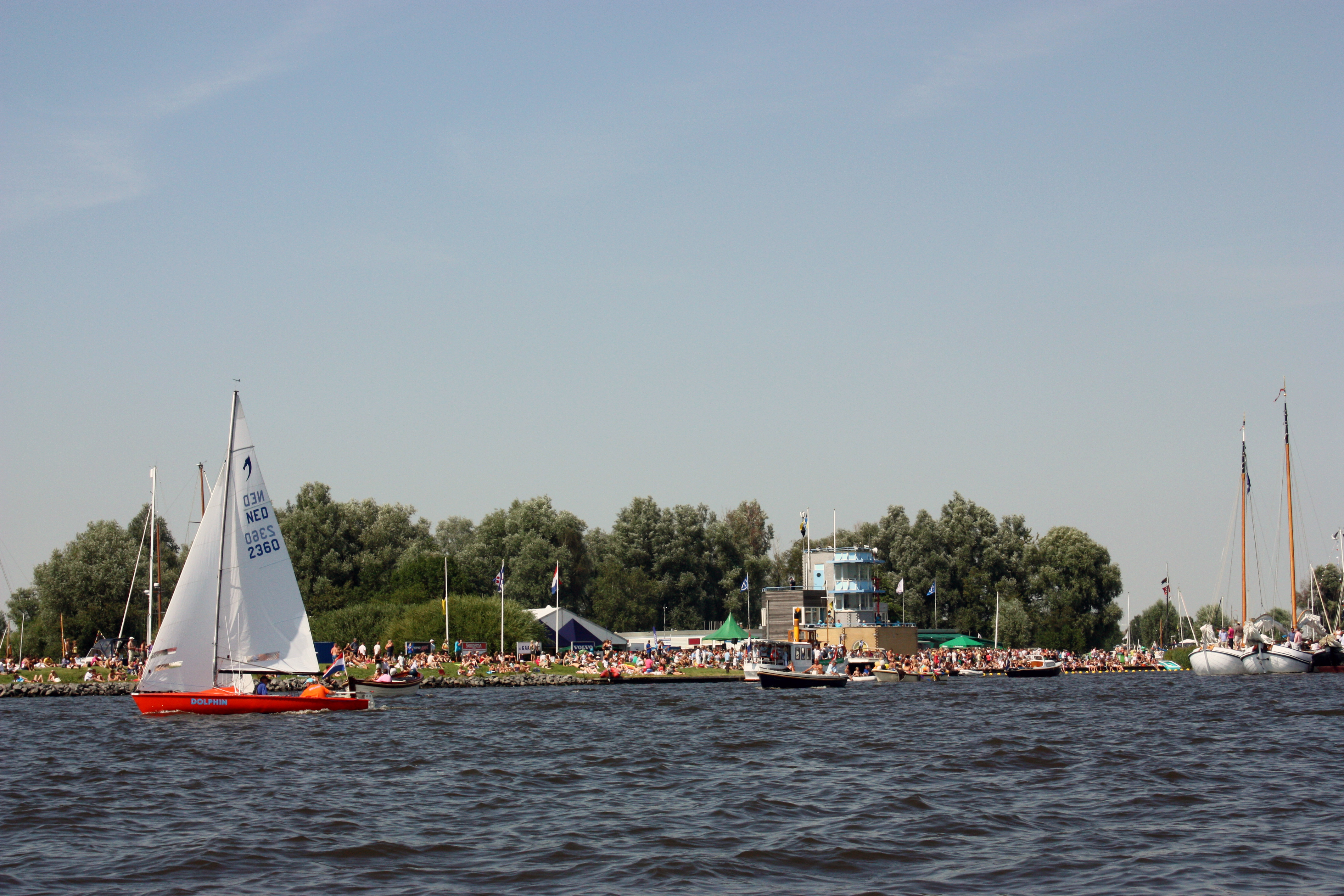
Beeld van de Sneekweek 2009

De watersport en de toeristische sector hebben zich in Sneek breed ontwikkeld. Dit komt door de ligging van de stad in waterrijk gebied en de aanwezigheid van een bewonderenswaardige historische binnenstad. Deze sectoren zijn goed voor 10% van de werkgelegenheid in de stad.

### Industrie
Er is in Sneek enige staalindustrie, machinebouw, een touw- en trossenfabriek (Lankhorst), en sinds 1964 een vestiging van de ritssluitingenproducent Yoshida YKK uit Kurobe. Dit was de eerste Japanse fabriek in Nederland, en het was de eerste Europese vestiging van YKK. Ook Mitsui Sekka, een Japanse fabrikant van kunstvezels, heeft een fabriek in Sneek.

### Bekende firma's en producten

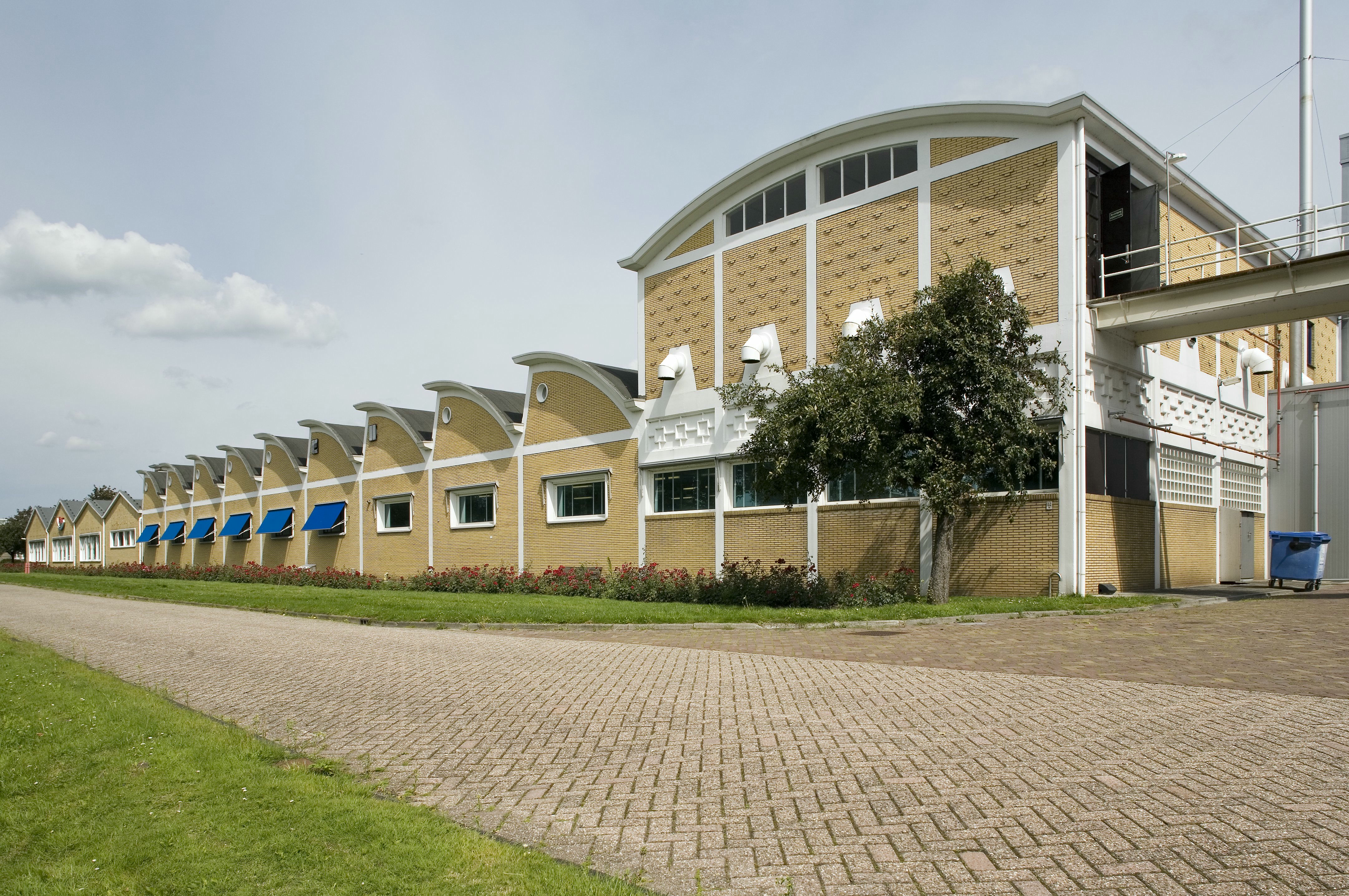
Tonnemafabriek

De bekende kledingwinkelketen C&A begon in 1861 met een winkel in Sneek. De suikerwerkfabriek Tonnema is bekend van pepermunt met de naam KING. Voorts hebben de supermarktketen Poiesz en het kledingmerk Gaastra hun oorsprong in Sneek. Ook de zogenaamde 'Echte pittigzoete Sneker Zoethoudertjes', een deel uit de reeks 'Oldtimers' van dropmaker Van Slooten, komen uit Sneek.

## Cultuur

### Taal en streekproducten
De Sneker Drabbelkoek is een lokale specialiteit, net als de berenburg van Weduwe Joustra. In Sneek spreekt de bevolking een eigen dialect: het Sneekers. Dit dialect is terug te voeren op de Hollandse spreektaal van voor 1600 en behoort tot de Stadsfriese dialecten.

### Musea

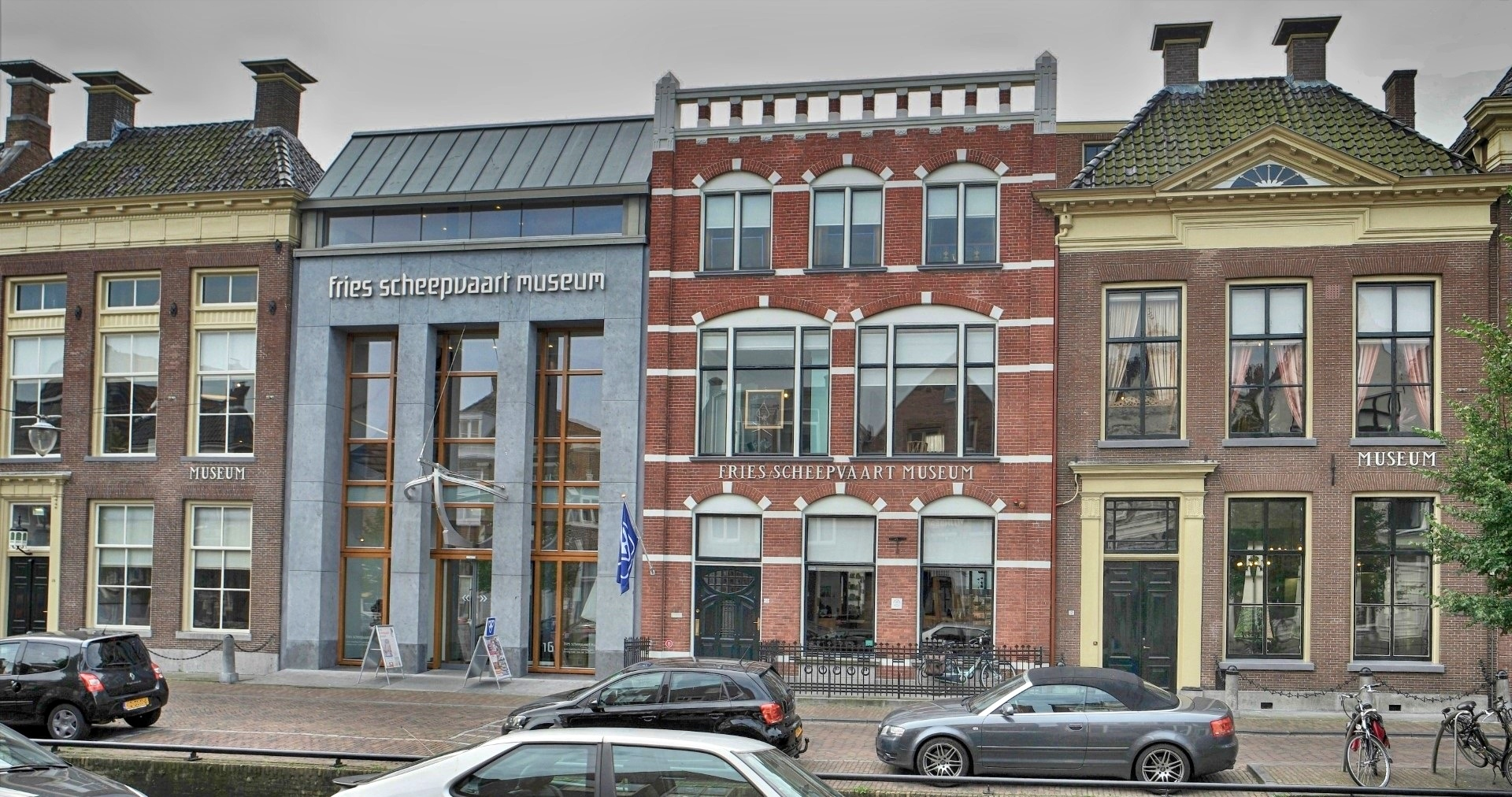
Fries Scheepvaart Museum

In Sneek bevindt zich het Nationaal Modelspoor Museum. Het museum is gevestigd in het stationsgebouw. Het Fries Scheepvaart Museum toont de geschiedenis van de stad Sneek en de ontwikkeling van scheepvaart in de provincie Friesland. Daarnaast toont het de watersport in de 20e en 21e eeuw. In de Schutterskamer is de historie van de Sneker schutterij te zien. Hier ligt de helm van Grutte Pier.

### Film, theater en muziek

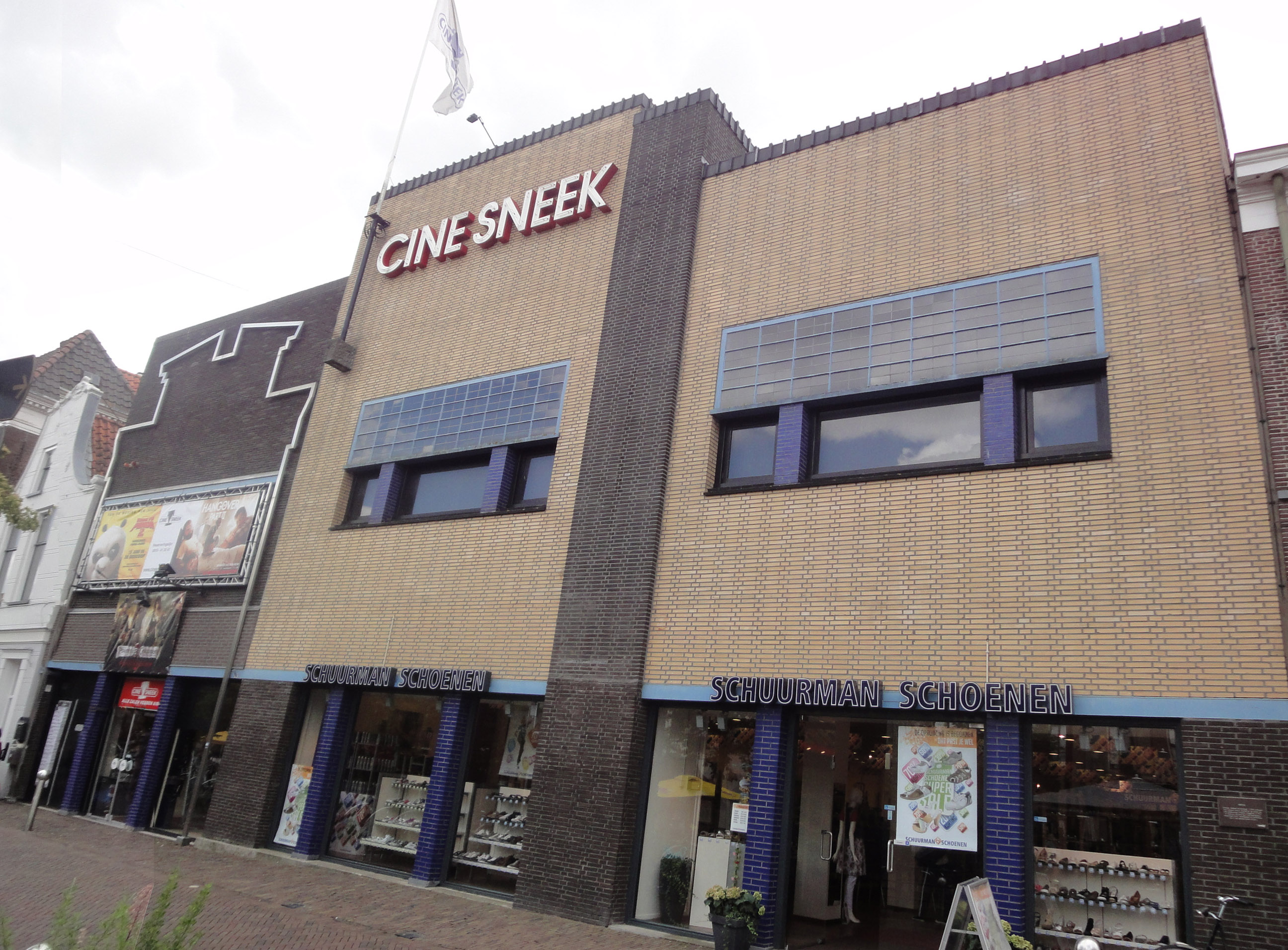
CineSneek

Het Cultureel Kwartier is een gebied rondom de Kerkgracht waar de culturele instellingen van Sneek zich hebben verzameld. Hier bevinden zich vanaf 2011 het Theater Sneek, het Centrum voor de Kunsten (in de voormalige Noorderkerk en het Van Loohuis), de Grote of Martinikerk en de Openbare Bibliotheek.
Daarnaast is in Sneek een bioscoop gevestigd in het voormalige Amicitia Theater. Deze bioscoop heet CineSneek en draait voornamelijk moderne films.
Poppodium Het Bolwerk ligt ook aan de Kerkgracht en is het langst bestaande poppodium van Friesland.

#### Cultuurprijs
De Zilveren Kerstbal is de cultuurprijs van Sneek. De prijs wordt uitgereikt aan personen die zich op het gebied van muziek en cultuur hebben ingezet voor de stad en haar omgeving.

### Evenementen

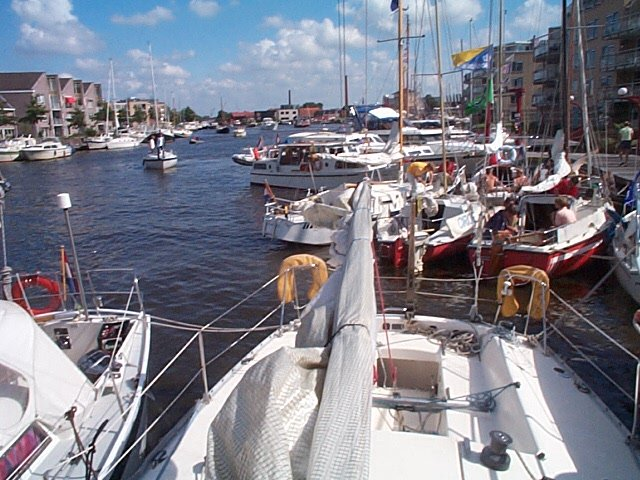
Houkesloot tijdens de Sneekweek

In Sneek worden diverse grote evenementen georganiseerd. Het grootste en bekendste is uiteraard de Sneekweek, in begin augustus. Daarnaast is er in het Hemelsvaartweekend de Kleine Sneekweek met de muziekoptredens tijdens 'Kleintje Sneekweek'. Verder zijn er diverse culturele, culinaire en muziekfestiviteten zoals Culureel Festival Sneek, Lekker Sneek, Straattheater,  Swinging Sneek, Sneeker Dweildag, Culinaire Elfstedentocht, N8 van Sneek en XMAS Sneek. In januari start het evenementenjaar met de Sneker Filmwinter.   
Landelijke evenementen worden ook in Sneek gevierd. Op 27 april wordt Koningsdag uitgebreid gevierd met aubades en een vrijmarkt. Tijdens de Nationale Dodenherdenking worden kransen gelegd bij de vele oorlogsmonumenten in de stad.
Op dinsdag vindt al sinds het ontstaan van de stad de wekelijkse warenmarkt plaats. Vroeger was dit rond de Waag op de Marktstraat, nu is de markt te vinden op het Grootzand. Ook op zaterdag is daar markt.
Sinds 2009 wordt jaarlijks het Nationaal Amateur Speelfilmfestival georganiseerd in Sneek.

### Sport

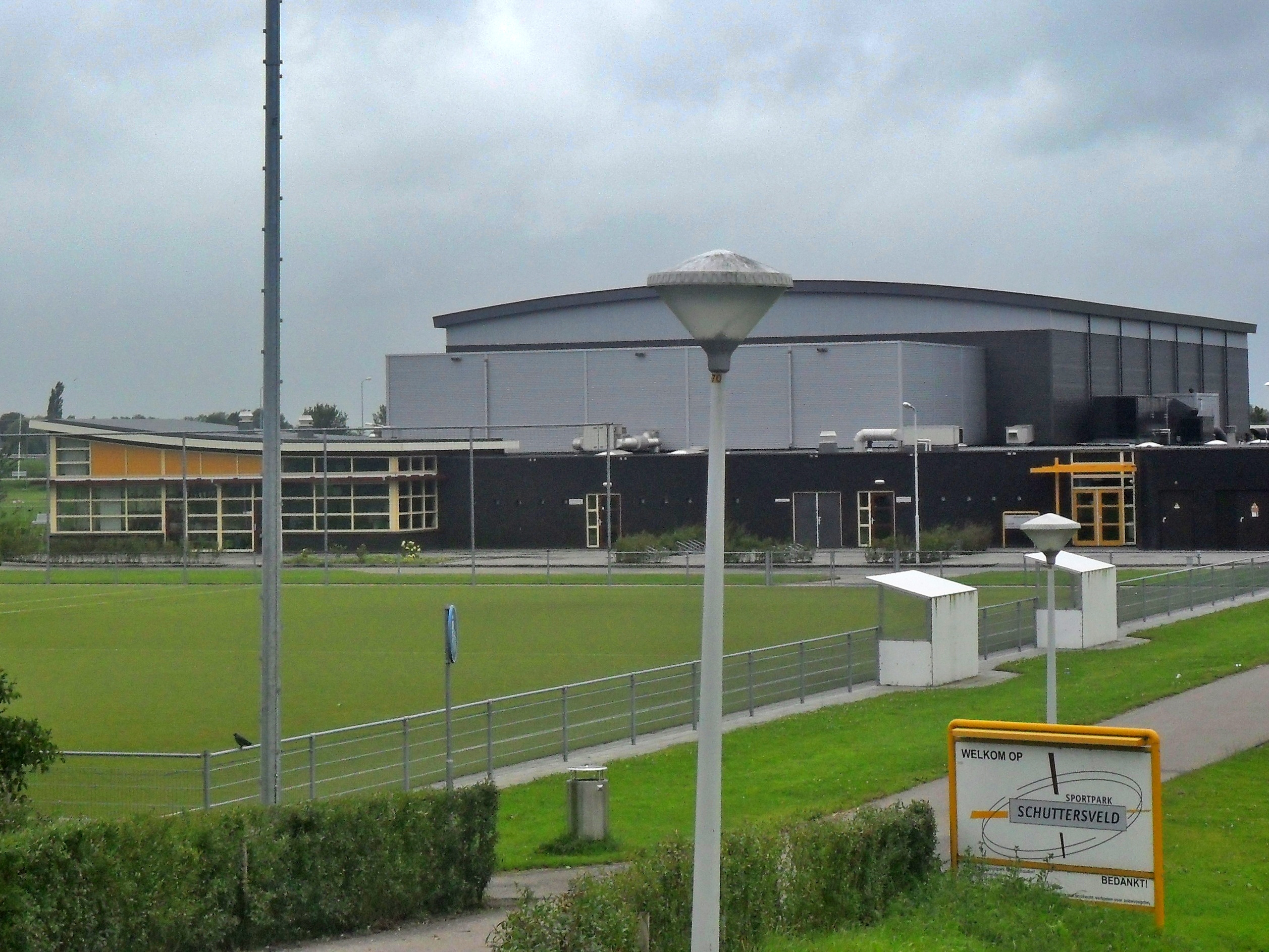
Sportcentrum Schuttersveld

Sneek telt een groot aantal sportclubs. Het bekendste zijn de voetbalclubs Sneek Wit Zwart, ONS Sneek en LSC 1890. Sneek wordt wel Volleybalstad genoemd. Deze naam heeft de stad te danken aan de successen van VC Sneek. In 1996 wonnen 2 voormalig internationals en huidige inwoners van Sneek, Olof van der Meulen en Jan Posthuma, een gouden medaille bij de Olympische Spelen in Atlanta. 
De stad is jaarlijks gastheer van verschillende sportevenementen. De Sneekweek is het grootste zeilevenement op binnenwater in Europa. Dit vindt plaats op het Sneekermeer. Hier worden ook twee wedstrijden van het SKS Skutsjesilen gehouden, namelijk vanaf Terhorne en als afsluiting van de jaarlijkse competitie vanaf Sneek.
Als onderdeel van de Friese elf steden is Sneek de tweede stad die door de Elfstedentocht wordt gepasseerd. De Fietselfstedentocht doet de stad natuurlijk ook aan.

### Media
Gemeentelijke televisie en radio wordt verzorgd door Omroep Súdwest. In Sneek zijn bovendien enkele landelijke radiozenders gevestigd. RadioNL, Waterstad FM, JOY Radio en Freez FM zenden vanuit Sneek uit.

## Verkeer en vervoer

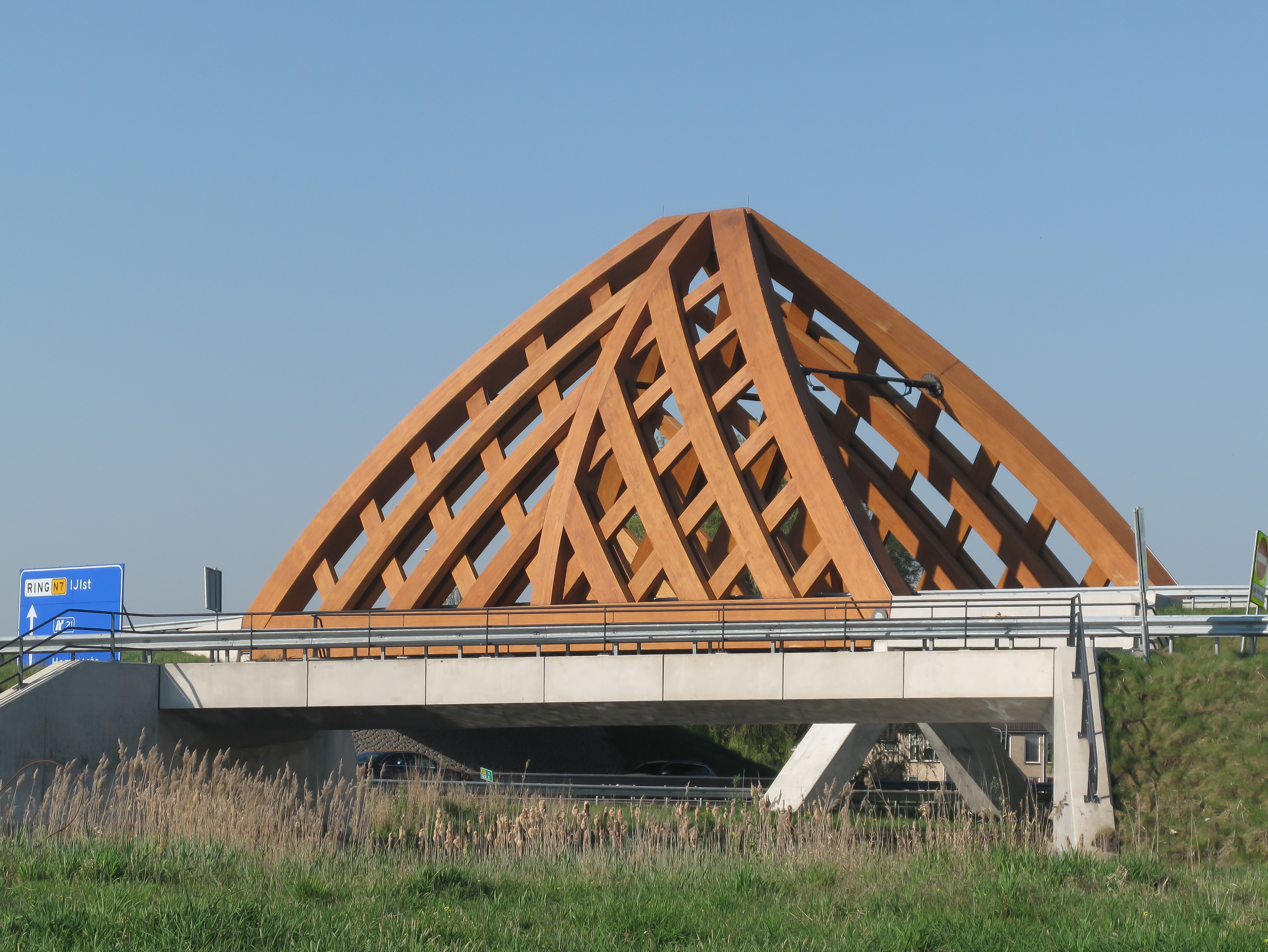
Houten viaduct Krúsrak

### Autoverkeer
Sneek is bereikbaar via verschillende autowegen, waaronder de:
- Verenigd Koninkrijk - Amsterdam - Sneek - Groningen - Rusland
- Zaandam - Sneek - Duitsland
- Joure - Sneek - Leeuwarden

### Openbaar vervoer

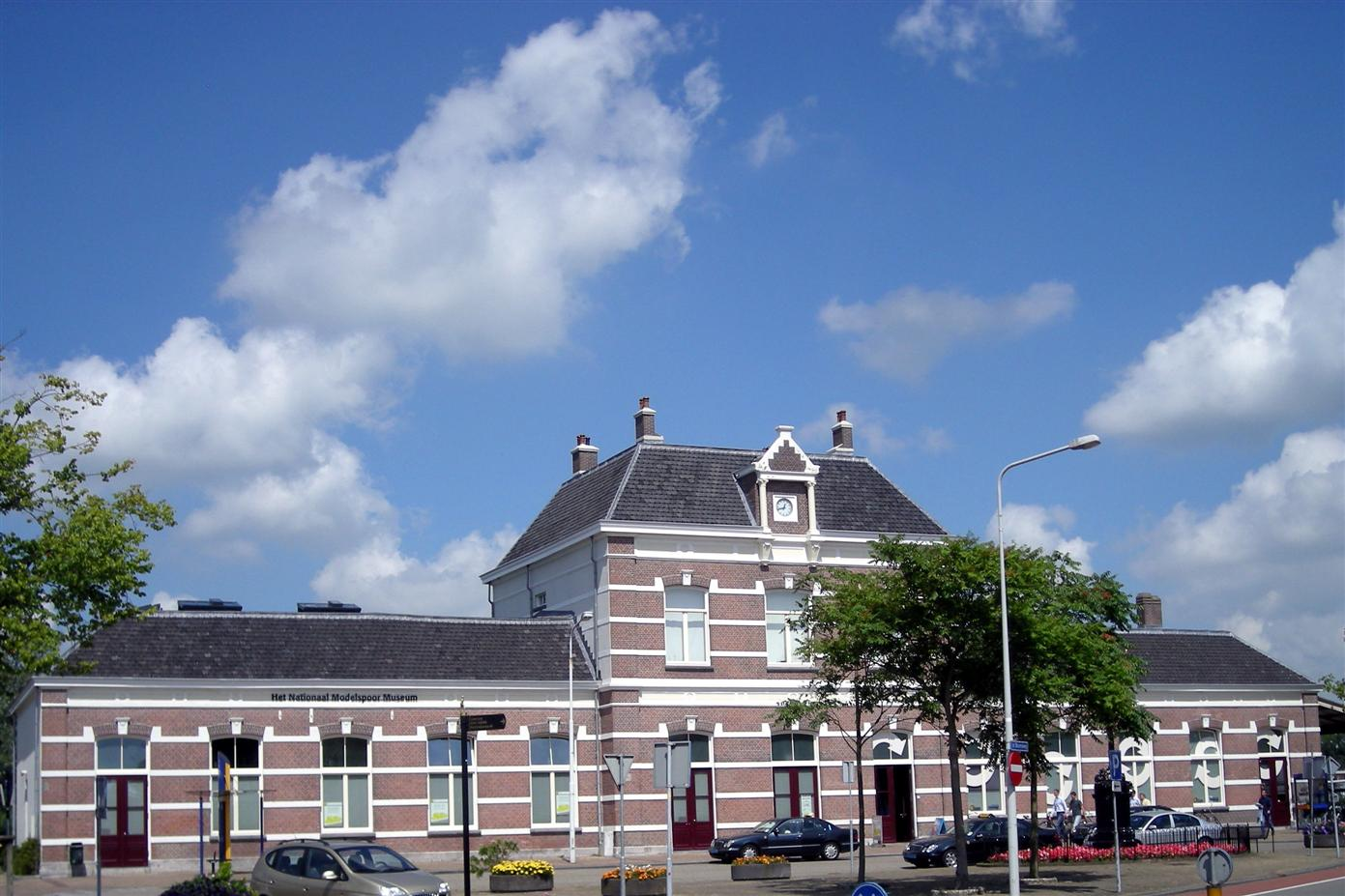
Station Sneek

De stad Sneek heeft twee treinstations: Sneek en Sneek Noord. Hiernaast wordt er gesproken over de aanleg van een derde station, dit station draagt de werknaam Sneek Harinxmaland. De stations liggen aan de spoorlijn Leeuwarden - Stavoren, die wordt geëxploiteerd door Arriva. Vanaf de beide stations rijdt in de spits elke 15 minuten een trein van/naar Leeuwarden (buiten de spits elke 30 minuten) en elk half uur een trein van/naar Stavoren (buiten de spits elk uur). Maar tussen 1882 - 1968 reden er stoomtrams door Sneek. 2 tramlijnen, van Sneek naar Joure en Bolsward. 
Sneek heeft een centrale ligging binnen het busvervoer in de regio. Knooppunt van de busverbindingen is Busstation Sneek, dat direct naast het centrale treinstation ligt. De busverbindingen worden uitgebaat door Qbuzz.

### Scheepvaart
Op Industrieterrein Houkesloot bevinden zich twee industriehavens. Daarnaast bevinden zich 130 watersportbedrijven en dertien jachthavens in de stad. Sneek is te bereiken via de Franekervaart, de Oudvaart, de Zwette, de Geeuw, de Woudvaart en de Houkesloot. Deze laatst genoemde verbindt Sneek met het Sneekermeer en het Prinses Margrietkanaal.

## Bekende Snekers
Zie Lijst van bekende Snekers